# Molnár Tamás (filozófus)
Molnár Tamás (Thomas Steven Molnar) (Budapest, 1921. június 26. – Richmond, Virginia, USA, 2010. július 20.) Széchenyi-díjas magyar-amerikai katolikus filozófus, történész, politológus.

## Élete
Szülei: Molnár Sándor és Blon Aranka.
Tanulmányait 1948-tól a Brüsszeli Szabadegyetem francia irodalom és filozófia szakán végezte, majd 1952-ben a Columbia Egyetemen filozófiai doktorátust szerzett.
1957–1967 között a Brooklyn College francia és világirodalom professzora volt. 1967-től a Long Island-i Egyetem európai szellemtörténet professzora. 1969-ben a dél-afrikai Potchefstroomi Egyetem politikai filozófia vendégprofesszora volt. 1973–1974-ben a michigani Hillsdale Főiskola filozófia vendégprofesszora volt. 1983-ban a Yale Egyetem vendégprofesszora, az argentínai Mendozai Egyetem díszdoktora volt. Az ELTE-n vallásfilozófiát adott elő, a Pázmány Péter Katolikus Egyetem filozófia professzora volt. 1995-től volt a Magyar Művészeti Akadémia tagja.
Haláláig az Amerikai Egyesült Államokban élt, de Magyarországon is tanított, publikált.

## Magánélete
1978-ban feleségül vette Samay Ildikót.

## Magyarországi szereplése
2002-ben negyvenöt perces előadást tartott a Szabadelvű Médiaműhely konferenciáján.

## Főbb művei
- Bernanos: his political thought and prophecy. 1960
- The decline of the intellectual. 1961; magyarul Az értelmiség alkonya, 1996
- The future of education. Foreword by Russell Kirk. 1961
- The two faces of American foreign policy. 1962
- Africa; a political travelogue, by Thomas Molnar. 1965
- L'Afrique du Sud. 1966
- South West Africa; the last pioneer country. 1966
- Spotlight on South West Africa. 1966
- Utopia, the perennial heresy. 1967; magyarul Utópia. Örök eretnekség, 1992
- Ecumenism or new reformation? 1968
- Sartre: ideologue of our time. 1968
- The counter-revolution. 1969 (Az ellenforradalom)
- La gauche vue d'en face. 1970
- The American dilemma, a consideration of United States leadership in world. 1971
- Nationalism in the space age; five lectures given by Thomas Molnar.1971
- God and the knowledge of reality. 1973; magyarul Filozófusok istene, 1996
- L'Animal politique : essai. 1974
- Authority and its enemies.1976
- Le socialisme sans visage : l'avènement du tiers modèle. 1976
- Dialogues and ideologues.1977
- Christian humanism : a critique of the secular city and its ideology. 1978
- Le modèle dèfigurè : l'Amèrique de Tocqueville á Carter. 1978
- Politics and the state : the Catholic view. 1980
- Theists and atheists : a typology of non-belief. 1980
- Le Dieu immanent : la grande tentation de la pensée allemande. 1982
- Tiers-Monde : idéologie, réalité. 1982
- L'éclipse du sacré : discours et réponses. 1986. Alain de Benoist-val közösen
- The pagan temptation. 1987
- Twin powers : politics and the sacred. 1988; magyarul A hatalom két arca: politikum és szentség, 1992
- The Church, pilgrim of centuries. 1990; magyarul: Az Egyház, évszázadok zarándoka, 1997
- L'Europe entre parenthéses. 1990
- Philosophical grounds. 1991
- L'americanologie. Le triomphe du modčle planetaire? 1991
- L'hégémonie libéral, 1992; magyarul A liberális hegemónia, 1992
- The emerging Atlantic culture. 1994
- Archetypes of thought. 1996
- Filozófusok istene. 1996
- Return to philosophy. 1996
- Du mal moderne (1996)
- A modernség politikai elvei, 1998
- A Magyar Szent Korona és a szentkorona-tan az ezredfordulón (szerkesztette Tóth Zoltán József)
- Századvégi mérleg : válogatott írások. 1999
- A pogány kísértés. 2000
- Moi, Symmaque – Én, Symmachus 2000
- Beszélgetések életről és halálról (Hankiss Elemérrel) 2000
- Rend és teremtés, 2001
- A gondolkodás archetípusai, 2001
- Bennünk lakik-e az Isten? 2002
- Teizmus és Ateizmus, 2002
- A jobb és a bal: tanulmányok. 2004

### Magyarul
- Az ideális állam kritikája; Eötvös Collegium, Bp., 1991 (Eötvös-füzetek)
- A racionális ember és a mechanizáció kísértése; ford. Simon Gábor; Kaposvári Építők SC, Kaposvár, 1992 (Más kor könyvek)
- A hatalom két arca: politikum és szentség; ford. Mezei Balázs; Európa, Bp., 1992
- A liberális hegemónia; ford. Gábor Zsuzsa; Gondolat, Bp., 1993
- Utópia. Örök eretnekség; ford. Boros Attila; Szt. István Társulat, Bp., 1993
- Az értelmiség alkonya; ford. Mezei Balázs; Akadémiai, Bp., 1996
  - (Az értelmiség bukása címen is)
- Filozófusok istene; ford. Mezei Balázs; Európa, Bp., 1996
- Az egyház, évszázadok zarándoka; ford. Lukácsi Huba; Szt. István Társulat, Bp., 1997
- A modernség politikai elvei. Felsőoktatási tankönyv; sajtó alá rend. Boros Attila; Európa, Bp., 1998 (Mérleg)
- A magyar Szent Korona és a Szentkorona-tan az ezredfordulón; többekkel, szerk. Tóth Zoltán József; Szt. István Társulat, Bp., 1999
- Századvégi mérleg. Válogatott írások; Paulus Hungarus–Kairosz, Bp., 1999
- Igazság és történelem. Molnár Tamás gondolatainak gyűjteménye; vál., előszó Tóth Zoltán József; Szt. István Társulat, Bp., 2000 (Szent István könyvek)
- Én, Symmachus; ford. Vajda Lőrinc; Európa, Bp., 2000
- A pogány kísértés; ford. Berényi Gábor; Kairosz, Szentendre, 2000
- A gondolkodás archetípusai; ford. Kádár András; Kairosz, Szentendre, 2001
- Bennünk lakik-e az isten?; ford. Turgonyi Zoltán; Kairosz, Bp., 2002
- Teisták és ateisták. A hitetlenség tipológiája; ford. Kádár András; Európa, Bp., 2002
- Az autoritás és ellenségei; ford. Ábrahám Zoltán; Kairosz, Szentendre, 2002
- A beszélő Isten. Prof. Molnár Tamással beszélget Járai Judit; Kairosz, Bp., 2003 (Miért hiszek?)
- A jobb és a bal. Tanulmányok; Kairosz, Szentendre, 2004
- Az ellenforradalom (The counter-revolution); angolból ford., előszó Turgonyi Zoltán; Kairosz, Bp., 2005
- Az atlanti kultúra kibontakozása; Kairosz, Bp., 2006
- Keresztény humanizmus. A szekuláris államnak és ideológiájának kritikája (Christian humanism); angolból ford. Turgonyi Zoltán; Kairosz, Bp., 2007
- A modern-kór. Tünetek és ellenszerek. Öt beszélgetés Jean Renaud-val; franciából ford. Turgonyi Zoltán; Kairosz, Bp., 2008
- Molnár Tamás–Bernard Dumont: Emlékfoszlányok; szerk. Király Béla; Századvég, Bp., 2021 (Hungaria aeterna)
- Visszatekintés; ford. Barna Teréz; Magyar Szemle Alapítvány, Bp., 2021 (Magyar szemle füzetek)
- Amerikanológia. Győzhet-e a planetáris modell?; ford. S. Király Béla; MMA, Bp., 2022
- Az egyház, évszázadok zarándoka; ford. Lukácsi Huba; MMSZ, Bp., 2023 (Máltai könyvek)

### Molnár Tamás összegyűjtött művei
- Az értelmiség bukása; ford. Mezei Balázs; második, javított kiadás; Ludovika Egyetemi Kiadó, Bp., 2022
  - (Az értelmiség alkonya címen is)
- Az amerikai életforma; ford. Turgonyi Zoltán / Az ideális állam kritikája; szöveggond. Szíjártó István; szerk., jegyz. Hoppál Bulcsú, Mezei Balázs, Pogrányi Lovas Miklós, utószót írta Pogrányi Lovas Miklós; Ludovika Egyetemi Kiadó, Bp., 2024[2]